# Рябинин-Андреев, Иван Герасимович
Ива́н Гера́симович Ряби́нин-Андре́ев (1873—1926) — олонецкий крестьянин, русский сказитель, исполнитель былин.

## Биография
Искусство исполнения былин перенял от отчима Ивана Трофимовича Рябинина. Как продолжатель семейной традиции русских сказителей, Иван Герасимович впервые был упомянут в печати фольклористом Е. А. Ляцким в 1894 году.
В 1906—1914 годах работал на Ижорском заводе в Колпино. Участник Первой мировой войны.
В 1921 году, по приглашению директора «Института живого слова» профессора В. Н. Всеволодского-Гернгросса, исполнял былины в Петрограде, где и были записаны почти все тексты былин из репертуара Ивана Герасимовича. Лингвистом С. И. Бернштейном были сделаны фонографические записи песен-былин Рябинина-Андреева.
Умер после болезни, похоронен был И. Г. Рябинин-Андреев в селе Сенная Губа.